# Gabriela Rocha
Gabriela Rocha (1995) è un'attrice brasiliana.

## Biografia
Gabriela Rocha è un'attrice cinematografica e televisiva, conosciuta principalmente per i suoi ruoli in Le migliori cose del mondo, suo film d'esordio (2010), e nella pellicola Amparo (2013) nel quale interpreta la protagonista Maria do Amparo che, quindicenne e incinta, tenta il suicidio gettandosi da un ponte. Ha preso parte anche al film Ponte Aérea  (2015).

## Filmografia parziale

### Cinema
- Le migliori cose del mondo (As Melhores Coisas do Mundo), regia di Laís Bodanzky (2010)
- Amparo, regia di Ricardo Pinto e Silva (2013)
- Ponte Aérea, regia di Julia Rezende (2015)

### Cortometraggi
- Dois, regia di Thiago Ricarte (2012)
- Na Hora dos Morcegos..., regia di Richard Tavares (2014)

### Televisione
- Vizinhos (2015)
- 3% (2016)